# Camaricoproctus bombycinus
Camaricoproctus bombycinus är en mångfotingart som beskrevs av Carl Graf Attems 1928. Camaricoproctus bombycinus ingår i släktet Camaricoproctus och familjen Spirostreptidae. Inga underarter finns listade i Catalogue of Life.